# Hédincourt
Hédincourt, Egoven en néerlandais, est un lieu-dit et ancien hameau sur le territoire des communes de Heers et Saint-Trond. Il fait partie maintenant d'une réserve naturelle Overbroek-Egoven.